# Kempsey, New South Wales
Kempsey är en ort i Australien.   Den ligger i kommunen Kempsey Shire och delstaten New South Wales, i den östra delen av landet, 600 km nordost om huvudstaden Canberra. Antalet invånare var 14 754 vid folkräkningen 2016.